# Dominic Greene
(Dominic Greene al generale Medrano)
Dominic Greene è un personaggio del film di James Bond Quantum of Solace (2008), ventiduesimo della saga dell'agente segreto ispirata all'opera dello scrittore Ian Fleming. È il principale antagonista del ventiduesimo film ed è interpretato da Mathieu Amalric.

## Caratteristiche
Greene fa parte della stessa organizzazione a cui appartenevano Mr. White e Le Chiffre, Quantum, e comanda una società di copertura denominata Greene Planet, presumibilmente con obiettivi geologici. È incaricato dalla sua organizzazione di impadronirsi di un pezzo di terra nel Sud America, ricca di risorse naturali. A tal fine, si unisce al generale Medrano, un corrotto militare in esilio, per aiutarlo a tornare al paese e prendere il potere, in modo da garantire il contratto con il progetto "Tierra" per l'organizzazione Quantum.

## Film
Greene fa la sua prima apparizione al porto di Haiti, dove si trova con il generale Medrano e si confronta con Camille Montes, con la quale mantiene un rapporto sessuale. La ragazza, che in realtà è un agente segreto boliviana, sfrutta la relazione con Greene per poter arrivare a Medrano, che ha ucciso la sua famiglia quando era una bambina. Camille affronta Greene, scoprendo che lui aveva intenzione di ucciderla e finisce per essere salvata da Bond.
A bordo di un jet esclusivamente privato, Greene stringe un accordo con la CIA che si affida all'organizzazione Quantum per un colpo di stato previsto con Medrano in cambio degli interessi del petrolio trovato in Bolivia.
Durante la presentazione di un'opera in Austria, Greene e i suoi soci del Quantum hanno una conferenza segreta in diversi posti della sala. Bond origlia la conversazione e interviene, dicendo che essi vengono ascoltati dall'MI6. Greene e i membri dell'organizzazione lasciano il teatro e fuggono in auto, ma non prima che 007 getti una delle guardie del corpo sul cofano di una vettura.
Alla festa per il lancio del suo progetto apparentemente ecologico in Bolivia, Greene trovatosi di fronte Camille, cerca di nuovo di ucciderla, spingendola dal balcone dell'edificio, ma è ancora una volta fermato da Bond.
Egli usa il suo progetto di controllo per la protezione della natura e delle foreste, come fonte di interesse per il Quantum. Ciò che tutti credono essere petrolio è in realtà acqua. Il vero piano di Greene è quello di impadronirsi delle riserve di acqua per poterne detenere il monopolio.
Greene fa firmare a Medrano un contratto, che consente l'esclusiva del controllo e della distribuzione di acqua ed energia del paese alla Greene Planet.
Nel suo confronto finale con 007 e Camille, in un hotel di lusso nel deserto della Bolivia dove stava negoziando il contratto con Medrano, Greene fugge a piedi dal complesso distrutto mediante le bombe piazzate da Bond, mentre il generale Medrano è ucciso da Camille. Raggiunto da 007, Greene è condotto in un luogo solitario a più di 200 miglia di distanza da qualsiasi città: dopo essere stato interrogato a proposito del Quantum, viene abbandonato al suo destino in mezzo al deserto con solo una lattina di olio da motore. Rimasto solo e dopo essersi pure bevuto la lattina datagli da Bond, Greene  viene trovato morto dagli americani, ucciso con due colpi di pistola alla nuca.